# Callona iridescens
Callona iridescens là một loài bọ cánh cứng trong họ Cerambycidae.